# 엘리슨 문
엘리슨 문(Allison Munn, 1974년 10월 7일 ~ )는 미국의 텔레비전 배우, 영화배우, 배우이다.
컬럼비아에서 태어났다.

## 방송
- 원 트리 힐 9
- 원 트리 힐 8
- 원 트리 힐 7
- 원 트리 힐 6
- 카풀러스

## 영화
- 카풀러스 (2007년)
- 엘리자베스타운 (2005년)
- 원 트리 힐 (2003년)
- 로컬 보이즈 (2002년)
- 화이트 올랜더 (2002년)
- 요절복통 70 쇼 (1998년) - 캐롤라인 역